# Septième circonscription des Français établis hors de France
La septième circonscription des Français établis hors de France est l'une des onze circonscriptions législatives des Français établis hors de France. Créée en 2010 à la faveur d'un redécoupage, elle comprend les pays d'Europe de l'Est, d'Europe centrale et des Balkans, pour une population de 142 427 Français inscrits sur les registres consulaires.

## Étendue territoriale
La septième circonscription des Français établis hors de France recouvre les pays et circonscriptions consulaires suivantes :
- Allemagne (114 372 Français inscrits[3])
  - 1re circonscription électorale AFE (Allemagne du Nord et de l'Est) : circonscriptions consulaires de Berlin, Bonn, Düsseldorf, Francfort-sur-le-Main et Hambourg.
  - 2e circonscription électorale AFE (Allemagne du Sud) : circonscriptions consulaires de Munich, Sarrebruck et Stuttgart.

| - Albanie (172) - Autriche (8 024) - Bosnie-Herzégovine (318) - Bulgarie (1 119) - Croatie (925) - Hongrie (2 413) - Kosovo - Macédoine du Nord (201) | - Monténégro (111) - Pologne : circonscriptions consulaires de Cracovie et de Varsovie (5 757) - Roumanie (2 979) - Serbie (1 591) - Slovaquie (895) - Slovénie (682) - République tchèque (2 983) |

## Député
Pierre-Yves Le Borgn' (PS) a été élu le 17 juin 2012 face au candidat de l'UMP Ronan Le Gleut.
Frédéric Petit (MoDem) a été élu le 18 juin 2017 face au député PS sortant Pierre-Yves Le Borgn'.
Frédéric Petit (MoDem) a été élu le 19 juin 2022 face à la candidate NUPES Asma Rharmaoui-Claquin.
Frédéric Petit (MoDem) a été élu le 7 juillet 2024 face à la candidate LFI/NFP Asma Rharmaoui-Claquin.
| Législature | Début de mandat | Fin de mandat | Député élu            | Parti politique | Parti politique | Observations | Suppléant           |
| ----------- | --------------- | ------------- | --------------------- | --------------- | --------------- | ------------ | ------------------- |
| XIVe        | 20 juin 2012    | 20 juin 2017  | Pierre-Yves Le Borgn' |                 | PS              |              | Pascale Seux        |
| XVe         | 21 juin 2017    | 21 juin 2022  | Frédéric Petit        |                 | MoDem           |              | Olivier Fleckinger  |
| XVIe        | 22 juin 2022    | 09 juin 2024  | Frédéric Petit        |                 | MoDem           |              | Claire Staudenmayer |
| XVIIe       | 18 juillet 2024 | en cours      | Frédéric Petit        |                 | MoDem           |              | Claire Staudenmayer |

## Résultats électoraux

### Élections législatives de 2012
| Candidat       | Candidat              | Parti          | Premier tour | Premier tour | Second tour | Second tour |
| Candidat       | Candidat              | Parti          | Voix         | %            | Voix        | %           |
| -------------- | --------------------- | -------------- | ------------ | ------------ | ----------- | ----------- |
|                | Pierre-Yves Le Borgn' | PS-EELV        | 8 359        | 40,08        | 11 970      | 56,90       |
|                | Ronan Le Gleut        | UMP            | 5 957        | 28,56        | 9 068       | 43,10       |
|                | Xavier Fourny         | MoDem          | 1 347        | 6,46         |             |             |
|                | Nicolas Jeanneté      | ARES           | 850          | 4,08         |             |             |
|                | Éric Bourguignon      | FG             | 809          | 3,88         |             |             |
|                | Bruno Pludermacher    | Cap21          | 805          | 3,86         |             |             |
|                | Agnès Dejouy          | FN             | 740          | 3,55         |             |             |
|                | Isabelle Robin        | PP             | 595          | 2,85         |             |             |
|                | Denis Matton          | PLD-PCD        | 354          | 1,70         |             |             |
|                | Jacques Werckmann     | MEI            | 351          | 1,68         |             |             |
|                | Jean-Claude Wambre    | DVD-BS&M       | 195          | 0,93         |             |             |
|                | Sylvie-Olympe Moreau  | PRG-GE         | 176          | 0,84         |             |             |
|                | Élodie Viennot        | SP             | 147          | 0,70         |             |             |
|                | Jacques Régnier       | AUT            | 141          | 0,68         |             |             |
|                | Hyacinthe Muller      | SE             | 30           | 0,14         |             |             |
|                |                       |                |              |              |             |             |
| Inscrits       | Inscrits              | Inscrits       | 89 033       | 100,00       | 89 089      | 100,00      |
| Abstentions    | Abstentions           | Abstentions    | 67 961       | 76,33        | 67 640      | 75,92       |
| Votants        | Votants               | Votants        | 21 072       | 23,77        | 21 449      | 24,08       |
| Blancs et nuls | Blancs et nuls        | Blancs et nuls | 220          | 1,04         | 411         | 1,92        |
| Exprimés       | Exprimés              | Exprimés       | 20 852       | 98,96        | 21 038      | 98,08       |

### Élections législatives de 2017
|                                                                                                  |                                                                   |                          |                          |                          |                          |
|                                                                                                  |                                                                   | Premier tour 4 juin 2017 | Premier tour 4 juin 2017 | Second tour 18 juin 2017 | Second tour 18 juin 2017 |
|                                                                                                  |                                                                   |                          |                          |                          |                          |
|                                                                                                  |                                                                   | Nombre                   | % des inscrits           | Nombre                   | % des inscrits           |
| Inscrits                                                                                         | Inscrits                                                          | 105 955                  | 100,00                   | 105 946                  | 100,00                   |
| Abstentions                                                                                      | Abstentions                                                       | 78 999                   | 74,56                    | 82 499                   | 77,87                    |
| Votants                                                                                          | Votants                                                           | 26 956                   | 25,44                    | 23 447                   | 22,13                    |
|                                                                                                  |                                                                   |                          | % des votants            |                          | % des votants            |
| Bulletins blancs                                                                                 | Bulletins blancs                                                  | 50                       | 0,19                     | 774                      | 3,30                     |
| Bulletins nuls                                                                                   | Bulletins nuls                                                    | 332                      | 1,23                     | 248                      | 1,06                     |
| Suffrages exprimés                                                                               | Suffrages exprimés                                                | 26 574                   | 98,58                    | 22 425                   | 95,64                    |
|                                                                                                  |                                                                   |                          |                          |                          |                          |
| Candidat Étiquette politique (partis et alliances)                                               | Candidat Étiquette politique (partis et alliances)                | Voix                     | % des exprimés           | Voix                     | % des exprimés           |
|                                                                                                  | Frédéric Petit Mouvement démocrate (La République en marche)      | 14 359                   | 54,03                    | 14 115                   | 62,94                    |
|                                                                                                  | Pierre-Yves Le Borgn' (député sortant) Parti socialiste           | 3 689                    | 13,88                    | 8 310                    | 37,06                    |
|                                                                                                  | Anna Deparnay-Grunenberg Europe Écologie Les Verts                | 2 644                    | 9,95                     |                          |                          |
|                                                                                                  | Philippe Gustin Les Républicains                                  | 2 169                    | 8,16                     |                          |                          |
|                                                                                                  | François-Jérôme Lallemand La France insoumise                     | 1 912                    | 7,20                     |                          |                          |
|                                                                                                  | Jean-Pierre Hottinger Front national                              | 528                      | 1,99                     |                          |                          |
|                                                                                                  | Benoît Mayrand Union des démocrates et indépendants               | 265                      | 1,00                     |                          |                          |
|                                                                                                  | Pierre Rommevaux Divers (Union populaire républicaine)            | 190                      | 0,71                     |                          |                          |
|                                                                                                  | Laurence Thierry Divers                                           | 178                      | 0,67                     |                          |                          |
|                                                                                                  | Maëva Durand Parti communiste français                            | 145                      | 0,55                     |                          |                          |
|                                                                                                  | Mélanie Legrand Divers (#MaVoix)                                  | 137                      | 0,52                     |                          |                          |
|                                                                                                  | Ludovic Lemoues Extrême droite (Front des patriotes républicains) | 128                      | 0,48                     |                          |                          |
|                                                                                                  | Bruno Scrive Divers droite (Parti chrétien-démocrate)             | 121                      | 0,46                     |                          |                          |
|                                                                                                  | Delphine Lyon Divers (Parti pirate)                               | 105                      | 0,40                     |                          |                          |
|                                                                                                  | Marie-Claire Sébastien Divers droite (Les Centristes)             | 4                        | 0,02                     |                          |                          |
| Source : Ministère de l'Intérieur - Septième circonscription des Français établis hors de France |                                                                   |                          |                          |                          |                          |

### Élections législatives de 2022
| Résultats des élections législatives des 12 et 19 juin 2022 de la 7e circonscription des Français de l'Étranger |                          |                                            |                          |              |              |             |             |
| Candidat | Candidat                 | Parti et coalition                         | Nuance                   | Premier tour | Premier tour | Second tour | Second tour |
| Candidat | Candidat                 | Parti et coalition                         | Nuance                   | Voix         | %            | Voix        | %           |
| | Frédéric Petit           | MoDem (ENS)                                | ENS                      | 12 409       | 34,58        | 23 191      | 60,21       |
| | Asma Rharmaoui-Claquin   | LFI (NUPES)                                | NUP                      | 9 353        | 26,06        | 15 328      | 39,79       |
| | Tania Botéva-Malo        | UCE (ÉMP)                                  | ECO                      | 2 582        | 7,19         |             |             |
| | Bernard Geiter           | MP diss.                                   | DVC                      | 2 043        | 5,69         |             |             |
| | Valérie Chartrain        | Volt                                       | DIV                      | 1 783        | 4,97         |             |             |
| | Vassili Le Moigne        | ASFE                                       | DVD                      | 1 453        | 4,05         |             |             |
| | Philippe Deswel          | LR (UDC)                                   | LR                       | 1 391        | 3,88         |             |             |
| | Sophie Loobuyck          | REC                                        | REC                      | 1 333        | 3,71         |             |             |
| | Thierry Deneuve          | EAC                                        | ECO                      | 1 021        | 2,84         |             |             |
| | Sophie Chédiac           | GRS (Fédération de la gauche républicaine) | DVG                      | 678          | 1,89         |             |             |
| | Mathilde Dumas           | RN                                         | RN                       | 460          | 1,28         |             |             |
| | Alexandre La Roque       | LP (UPF)                                   | DIV                      | 428          | 1,19         |             |             |
| | Félix Drouet             | PP                                         | DIV                      | 397          | 1,11         |             |             |
| | Jérôme Segal             | PA                                         | ECO                      | 370          | 1,03         |             |             |
| | Guy Patton               | PB                                         | REG                      | 142          | 0,40         |             |             |
| | Lucas Fonck              | RS (LRDP)                                  | DVD                      | 45           | 0,13         |             |             |
| Votes valides                                                                                                   | Votes valides            | Votes valides                              | Votes valides            | 35 888       | 99,11        | 38 519      | 96,49       |
| Votes blancs | Votes blancs             | Votes blancs                               | Votes blancs             | 268          | 0,74         | 1 317       | 3,30        |
| Votes nuls | Votes nuls               | Votes nuls                                 | Votes nuls               | 54           | 0,15         | 85          | 0,21        |
| Total | Total                    | Total                                      | Total                    | 36 210       | 100          | 39 921      | 100         |
| Abstention | Abstention               | Abstention                                 | Abstention               | 87 199       | 70,66        | 83 482      | 67,65       |
| Inscrits / participation                                                                                        | Inscrits / participation | Inscrits / participation                   | Inscrits / participation | 123 409      | 29,34        | 123 403     | 32,35       |

### Élections législatives de 2024
| Résultats des élections législatives des 30 juin et 7 juillet 2024 de la 7e circonscription des Français de l'Étranger |                          |                               |                          |              |              |             |             |
| Candidat | Candidat                 | Parti et coalition            | Nuance                   | Premier tour | Premier tour | Second tour | Second tour |
| Candidat | Candidat                 | Parti et coalition            | Nuance                   | Voix         | %            | Voix        | %           |
| | Frédéric Petit           | MoDem (ENS)                   | ENS                      | 21 929       | 37,78        | 34 516      | 58,21       |
| | Asma Rharmaoui-Claquin   | LFI (Nouveau Front populaire) | NFP                      | 18 914       | 32,58        | 24 784      | 41,79       |
| | Mathilde Naveys-Dumas    | RN                            | RN                       | 4 520        | 7,79         |             |             |
| | Isabelle Huquet          | sans étiquette                | SE                       | 3 861        | 6,65         |             |             |
| | Cécile Richard           | Volt                          | DIV                      | 3 211        | 5,53         |             |             |
| | Dominique Mier-Garrigou  | LR (UDC)                      | LR                       | 2 702        | 4,65         |             |             |
| | Jérôme Chambon           | sans étiquette                | SE                       | 1 948        | 3,36         |             |             |
| | Julie Alexandre          | REC                           | REC                      | 720          | 1,24         |             |             |
| | Fanny Geffray            | sans étiquette                | SE                       | 245          | 0,42         |             |             |
| Votes valides | Votes valides            | Votes valides                 | Votes valides            | 58 050       | 99,13        | 59 300      | 95,83       |
| Votes blancs | Votes blancs             | Votes blancs                  | Votes blancs             | 428          | 0,73         | 2 466       | 3,98        |
| Votes nuls | Votes nuls               | Votes nuls                    | Votes nuls               | 81           | 0,14         | 119         | 0,19        |
| Total | Total                    | Total                         | Total                    | 58 559       | 100          | 61 885      | 100         |
| Abstention | Abstention               | Abstention                    | Abstention               | 72 265       | 55,24        | 68 930      | 52,69       |
| Inscrits / participation                                                                                               | Inscrits / participation | Inscrits / participation      | Inscrits / participation | 130 824      | 44,76        | 130 815     | 47,31       |